# Neofidonia signata
Neofidonia signata là một loài bướm đêm trong họ Geometridae.